# Okres Landeck
Okres Landeck je okres v rakouské spolkové zemi Tyrolsko. Má rozlohu 1594,81 km² a žije zde 43 959 obyvatel (k 1. 1. 2011). Sídlem je Landeck, jediné město okresu. Okres se člení na 30 obcí.
Nachází se v jihozápadním cípu Tyrolska na hranicích se Švýcarskem (kanton Graubünden) a Itálií (provincie Bolzano), na západě sousedí s Vorarlberskem. Tak jako většina Tyrolska je území okresu velmi hornaté, nejvyšší polohy přesahují 3500 metrů nad mořem. Zasahují sem Rétské, Ötztalské a Lechtalské Alpy. Horské masivy jsou rozděleny hlubokými údolími, kterými protéká Inn a jeho přítoky Sanna a Fagge.
Z Innsbrucku sem vede dálnice A12, která se před Zamsem rozděluje na rychlostní silnici A12 (a dále B180) vedoucí na jih do Pfundsu, kde se větví na směry Švýcarsko a Itálie, a na rychlostní silnici S16 na západ do Vorarlberska. V západovýchodním směru vede přes Landeck také železnice. Přes území okresu Landeck vede hlavní silniční spojení do švýcarské obce Samnaun, která je bezcelní zónou.

## Města a obce

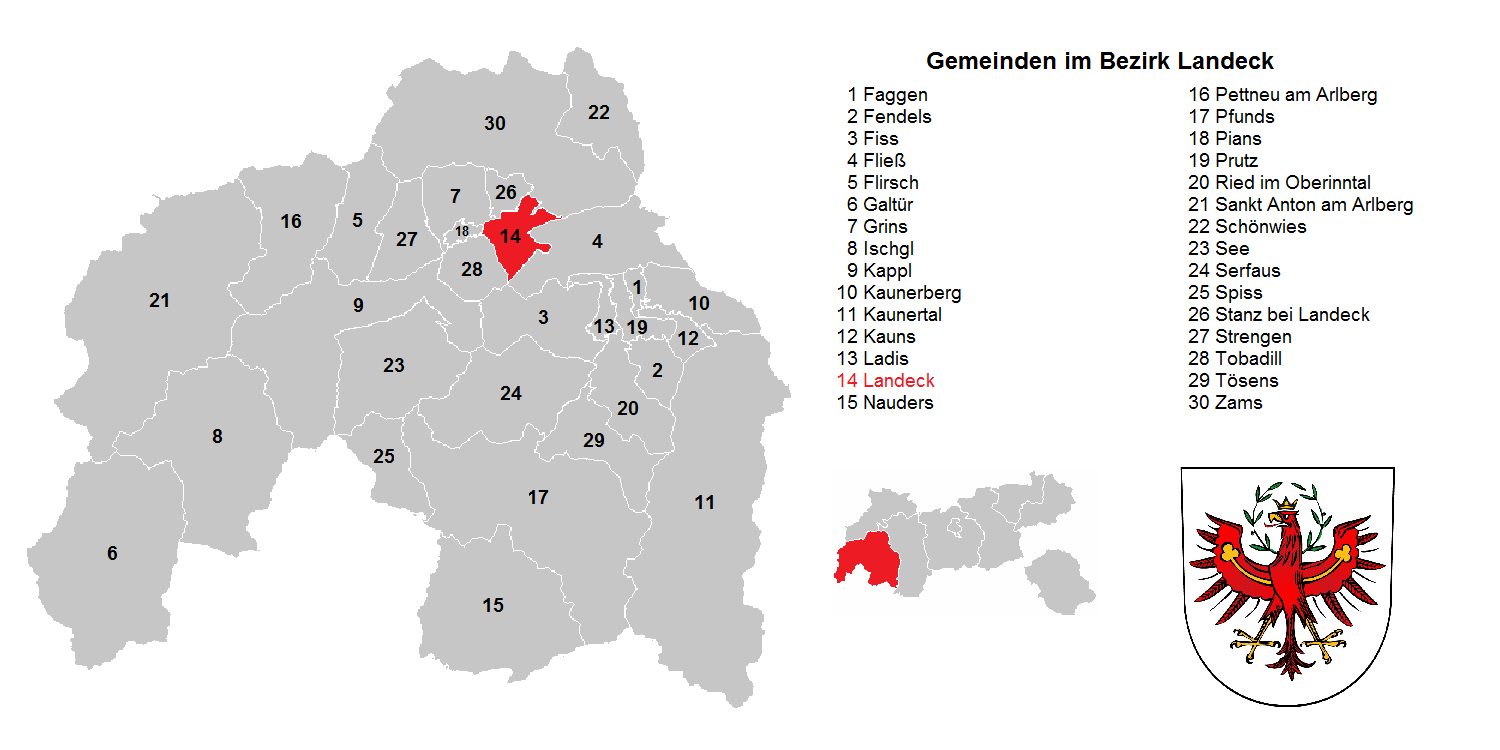
Obce v okrese Landeck

| Město: - Landeck Obce: - Faggen - Fendels - Fiss - Fließ - Flirsch - Galtür - Grins - Ischgl - Kappl - Kaunerberg - Kaunertal - Kauns - Ladis | - Nauders - Pettneu am Arlberg - Pfunds - Pians - Prutz - Ried im Oberinntal - Sankt Anton am Arlberg - Schönwies - See - Serfaus - Spiss - Stanz bei Landeck - Strengen - Tobadill - Tösens - Zams |